# Satsuki Ōdō
Pour les articles homonymes, voir Odo.
Satsuki Ōdō (大藤 沙月, Ōdō Satsuki), née le 16 mai 2004 à Ōno dans la préfecture de Fukui au Japon, est une pongiste japonaise.

## Palmarès
Elle remporte le titre en double lors des Challenge series en 2018, 2019 et 2020. Elle arrive en demi-finale du WTT Star Contender de Doha en 2021.
En 2024 elle est classée no 15 mondiale, et remporte le Championnat d'Asie de tennis de table en double dames
Elle remporte le tournoi WTT Champions de Montpellier en simple en 2024, en battant en finale sa compatriote Miwa Harimoto.